# 薛顛
薛顛（1887年—1953年），河北束鹿（今辛集）理順井村人，民國初年武術家，為李存義之徒，精通形意拳，自創象形拳學，對於形意拳的推廣有著重大的貢獻。

## 生平
薛顛少年時讀過幾年私塾，不久即棄文從武，投李存義門下，學習形意拳。他是李存義晚年最得意的弟子，李存義經常在人前誇讚他，認為他日後可以繼承他的事業。薛顛心高氣傲，自認為功夫無敵，某日與其師兄傅劍秋在山東客棧投宿時講論武藝，被傅劍秋指出他不足的地方，薛顛不服，要求比試。他們在客棧房間中比試，薛顛被傅劍秋一掌打中，撞破了窗子，從二樓摔下去。薛顛引以為恥，於是不告而別，到了山西習武。
薛顛到山西之後，拜李洛能的孫子李振邦和薛振網為師。又至五台山上潛修，自稱得到一位名叫虛無長老靈源上人的和尚指導，學會象形拳。這四年之中，同門都不曉得他的下落。直到李存義過世，薛顛才回到北京，指名要與傅劍秋挑戰，但李存義的大弟子尚雲祥出面制止，阻止這場同門之間的比試，並由他作主，讓薛顛接掌天津國術會。
薛顛接掌國術館之後，變得非常和氣，致力於教育形意拳的下一代。李存義生前的結義兄弟張占魁晚年身體較差，經濟狀況也不佳，薛顛每個月以自己收入的一半去接濟他，也經常前往探視照顧，以晚輩自居。
1934年，加入一貫道 ，因為他名為顛，與一貫道的師尊濟顛活佛張光璧相同，為了避諱，由一貫道的師母孫素貞為他改名為薛洪，字瑞祥，道號武德明。1938年，成為點傳師。1939年，張光璧派他負責山西的傳教事務，以太原為基地，領關帝下凡銜，任山西總櫃總掌櫃。
1949年，中華人民共和國宣告一貫道為邪教，在镇压反革命运动中列為重點打擊對象。1953年，薛顛遭到中華人民共和國政府逮捕槍斃，他被指稱為「拳霸」，可能是因其信仰一貫道。

## 貢獻
薛顛在李存義門下，以身法快捷、有如鬼魅著稱，擅長猴形和燕形，據說他曾經在師兄弟面前表演過，擺一張長板凳，之後以燕形的燕子抄水穿梭在长板凳之間，沒有人可以看得清他的動作。他嗜武成痴，平日看來極為和氣，像是教書先生，但是一動手起來，面貌顛狂，下手極不留情。
劉奇蘭這一系的河北形意拳，原先以五行拳為主，並不重視十二形，但薛顛自李振邦處重新引進了十二形，在他之後，河北形意拳又開始學習十二形，在結合山西派與河北派武術上，薛顛有著極大的貢獻。
薛顛另一個重要的貢獻即是創象形拳。雖然他自稱是從五台山僧人處學來，但是許多人皆認為是他自創所得。他提出「飛雲搖晃旋」五法，為形意拳另闢新徑。尚雲祥認可他的象形拳，對於增長形意拳功力，有很大的助益。
但是因為薛顛被政府處決，犯了忌諱，經過文化大革命之後，他的弟子更是幾乎消失殆盡，也讓他的拳術因此而失傳。

## 著作
著有《形意拳拳術講義》、《象形拳學》、《靈空上人點穴秘笈》《象形拳法真诠》。